# Cam Brown
Cameron Courtney Brown (1º aprile 1998) è un giocatore di football americano statunitense che milita nel ruolo di linebacker per i New York Giants della National Football League (NFL).

## Carriera

### New York Giants
Crowder al college giocò a football con i Penn State Nittany Lions dal 2016 al 2019. Fu scelto nel corso del sesto giro (183º assoluto) del Draft NFL 2020 dai New York Giants. Nella settimana 5 contro i Dallas Cowboys mise a segno i suoi primi 2 tackle. La sua stagione da rookie si concluse con 12 placcaggi e un fumble forzato in 15 presenze.